# Amorbia eccopta
Amorbia eccopta es una especie de polilla del género Amorbia, tribu Sparganothini, subfamilia Tortricinae.

## Distribución
Se distribuye por Guatemala.

## Taxonomía
Fue descrita por Walsingham en 1913 y publicada en Biol. Centr.-Am. Lepid. Heterocera 4: 219.